# Luisão
Ânderson Luís da Silva, ismertebb nevén Luisão (Amparo, 1981. február 13. –) brazil labdarúgóhátvéd.

## Karrierje
Luisão a CA Juventusban kezdte karrierjét 2000-ben, egy év múlva a Cruzeirohoz szerződött.
890 000 dollálért igazolt a Benfica csapatához. Debütálása nem sikerült túl jó, a Belenenses ellen 3-3-as döntetlent értek el.
A 2004-05-ös szezon végén győztes gólt lőtt a városi rivális Sporting ellen, így nyerték meg a portugál labdarúgó-bajnokságot.
A második nagy gólját a 2005-06-os bajnokok ligája meccsen a Liverpool ellen lőtte, ahol 1-0-ra nyert a Lisszaboni csapat.
A 2006-2007-es szezonban megkapta a csapatkapitányi karszalagot Nuno Gomes és Petit sérülése miatt.

## Válogatottság
2001 júliusa óta játszik a Brazil labdarúgó-válogatottban, több, mint 40 mérkőzésen szerepelt. 2004-ben Copa América-t nyert, hat mérkőzésen lépett pályára. Kezdett az Argentína elleni döntőn is, ahol gólt szerzett.
2005-ben Konföderációs kupát nyert, de egyetlen mérkőzést sem játszott. Ugyanez történt a 2006-os labdarúgó-világbajnokságon.
Miután az új szövetségi kapitány Dunga lett, Luisão sokkal több szerephez jutott.

## Sikerei, díjai

### Cruzeiro
- Sul-Minas kupa (2002)
- Campeonato Mineiro (2003)
- Brazil kupa (2003)

### Benfica
- Portugál bajnokság (2004–05, 2009–10, 2013–14, 2014–15, 2015–16, 2016–17)
- Portugál kupa (2003–04, 2013–14, 2016–17)
- Portugál ligakupa (2008–09, 2009–10, 2010–11, 2011–12, 2013–14, 2014–15, 2015–16)
- Portugál szuperkupa (2005, 2014, 2016, 2017)
- Európa-liga döntős (2013, 2014)

### Brazília
- Copa América (2004)
- Konföderációs kupa (2005, 2009)
- CONCACAF-aranykupa döntős (2003)

## Fordítás
- Ez a szócikk részben vagy egészben  a   Luisão című angol Wikipédia-szócikk fordításán alapul.  Az eredeti cikk szerkesztőit annak laptörténete sorolja fel. Ez a jelzés csupán a megfogalmazás eredetét és a szerzői jogokat jelzi, nem szolgál a cikkben szereplő információk forrásmegjelöléseként.